# Dietanolammina
La dietanolammina, abbreviata anche in DEA, è un composto organico di formula HN(CH2CH2OH)2.
È un liquido incolore, dalle molteplici funzionalità, che può essere considerato sia un diolo sia una ammina secondaria. Come tutte le ammine, agisce da base debole.

## Produzione
La reazione fra ossido di etilene con soluzione di ammoniaca porta in prima fase alla produzione di etanolammina:
C2H4O  +  NH3  →  H2NCH2CH2OH
che reagisce con un secondo ed un terzo equivalente di ossido di etilene per dare DEA e trietanolammina:
C2H4O  +  H2NCH2CH2OH  →  HN(CH2CH2OH)2
C2H4O  +  HN(CH2CH2OH)2  →  N(CH2CH2OH)3

## Usi
È utilizzato nell'industria chimica in soluzione acquosa per l'assorbimento di sostanze acide.
Trova utilizzo nell'industria cosmetica come componente in shampoo e schiume come emulsionante per fornire alla preparazione un aspetto più morbido e cremoso.